# Trattato di Vincennes
Il Trattato di Vincennes fu un trattato firmato a Vincennes, il 28 febbraio 1661, tra il duca di Lorena Carlo IV e il cardinale Mazzarino, per con del re di Francia Luigi XIV.
Seguì il Trattato dei Pirenei del 1659 e consentì al duca di riottenere per sé il Ducato di Bar.

## Contesto
Il Trattato dei Pirenei prevedeva che il duca di Lorena cedesse al re di Francia il ducato di Bar, la contea di Clermont e le tre circoscrizioni di Stenay, Dun e Jametz.

## Contenuto

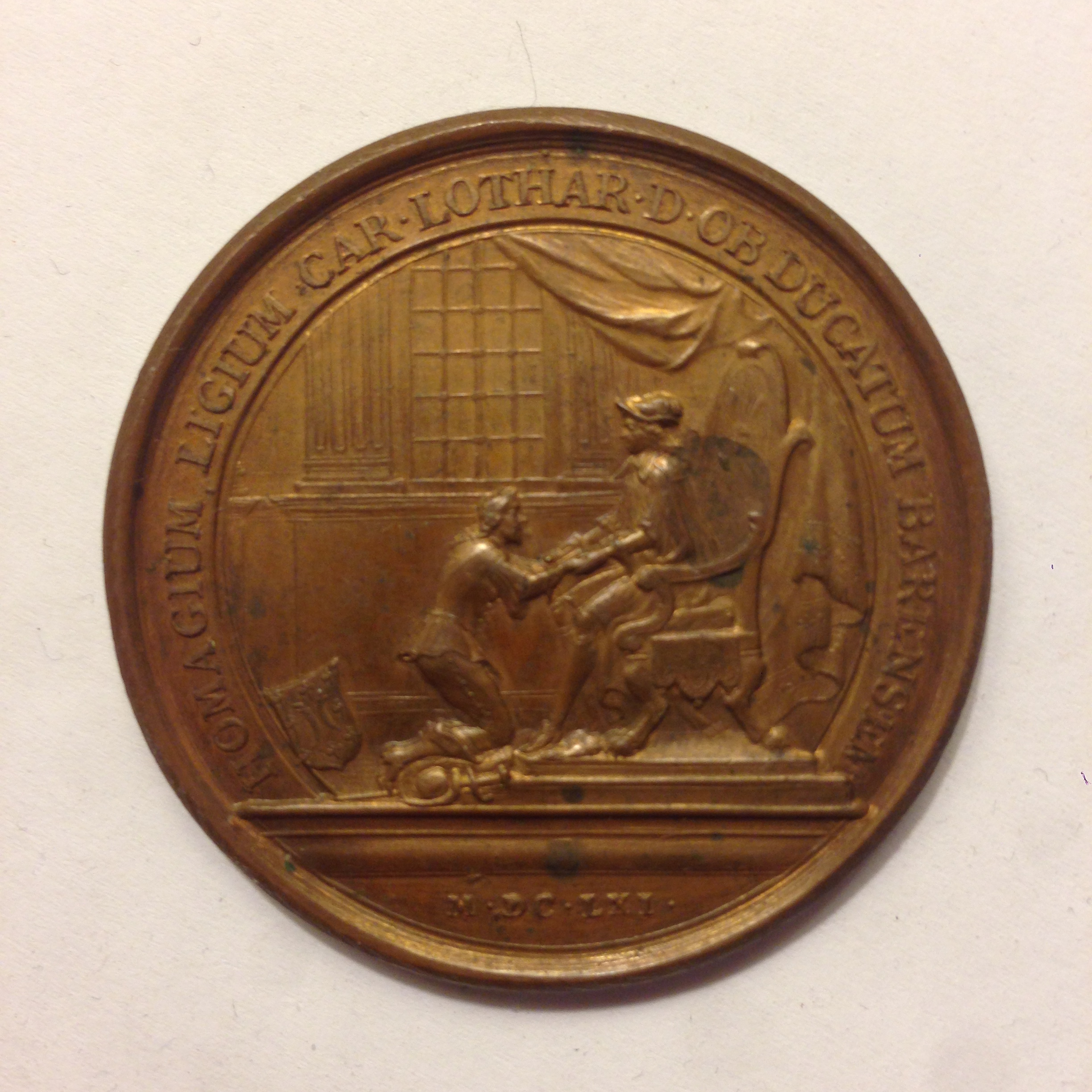
Omaggio di Carlo IV a Luigi XIV al Louvre per la cessione di parte del ducato di Bar, in conseguenza del Trattato di Vincennes del 1661.

Il re restituì a Carlo IV il ducato di Bar (Art. IV).
Il trattato prevedeva la cessione di un corridoio di mezza lega (2,5 km), che prese il nome di "strada per la Francia" o "sentiero reale", tra Metz e Strasburgo. Ciò per consentire alle truppe del re di Francia di raggiungere l'Alsazia, possesso francese sin dalla Pace di Vestfalia del 1648, senza passare per terra straniera. Il corridoio consenti a città come Sierck-les-Bains, Sarrebourg, Héming e Réding di riunirsi alla Francia.
Il duca cedette al re :
- Art. III: strada da Parigi alla provincia di Trois-Évêchés
  - Fortezza di Moyenvic «che, sebbene racchiuso nello Stato della Lorena, apparteneva all'Impero e fu ceduto a Sua Maestà dal trattato firmato a Münster il 24 ottobre 1648».
  - Contea di Clermont e il suo dominio (Clermont-en-Argonne).
  - Circoscrizioni e dintorni di Stenay e Jametz.
  - Dun-sur-Meuse (menzionato nell'art. XVIII).
- Art. V: percorso dal vescovado di Metz all'elettorato di Treviri
  - «In primo luogo, la fortezza di Sierck insieme a trenta villaggi»:
    - Aboncourt, Altroff, Apach, Basse-Kontz, Bettlainville, Budange, Calembourg, La Croix, Freching, Haute-Kontz, Haute-Sierck, Hombourg, Kaltweiler, Kédange, Kemplich, Kerling, Klang, Laumesfeld, Lemestroff, Malling, Metrich, Monneren, Montenach, Oudrenne, Rettel, Rudling, Rustroff, Saint-François, Saint-Hubert, Sainte-Marguerite .
- Art. VI: passaggio dei Vosgi
  - «In secondo luogo, le piazzeforti di Xouaxange, Sarrebourg e Phalsbourg».
- Art. VII: percorso da Lille a Metz lungo la «frontiera di ferro».
  - «In terzo luogo, parte della località e del circondario di Marville e dei beni annessi che appartengono al Signor Duca, in qualità di Duca di Bar, e che appartenevano al Re Cattolico, in qualità di Duca di Lussemburgo».
- Art. VIII: passaggio della Mosella
  - «In quarto luogo l'abbazia di Gorze».
- Art. IX: accesso da Metz
  - «In quinto luogo, la località di Malatour (Mars-la-Tour) con le sue dipendenze».
- Art. X: strada da Verdun a Metz
  - «In sesto luogo, le località di Marchéville, Harville, Labeuville e Maizeray, situate sulla Strada da Verdun a Metz, con i loro sobborghi».
  - La cartina geografica dell'epoca[1] annotava i seguenti passaggi come parte della Via Reale dei Francesi in Lorena, tra i vescovati di Verdun e Metz: Fresnes-en-Woëvre (vescovado di Verdun) - Marchéville - Maizeray - Harville - Labeuville - Mars-la-Tour - Gorze.
- Art. XI: località sulla Saar cedute al Re
  - «In settimo luogo, le località di Sishof, Franshof e Monteleu, situati sul fiume Saar, con i loro sobborghi».
  - La cartina geografica dell'epoca segnava come località sulla Saar cedute al re Sirstrof[2] (con il castello di Siersburg), Francaltroff e Monceleux (con il castello di Montclair), situata di fronte a Mettlach nella regione della Saar.
- Art. XII: snodo stradale della strada da Metz a Strasburgo
  - «In ottavo luogo, la Salina di Moyenvic».
- Art. XIII: strada da Metz a Strasburgo
  - «In nono luogo, la strada lungo l'argine di Delme e le località di Solgne, Moncheux, Grémecey, Chambrey, Burthécourt sotto Vic, così come i villaggi di Lezey, Donnelay, Ormange, Azoudange, Gondrexange, Héming vicino a Xouaxange, Sarrebourg, poi quelli di Mederville, Coursirode e Garrebourg vicino a Phalsbourg [...] in modo che Sua Maestà possieda un percorso che può essere utilizzato dai suoi sudditi e dalle sue truppe quando vuole, per andare da Metz all'Alsazia sulle sue terre, senza toccare gli Stati del Signor Duca».
  - La cartina geografica dell'epoca annotava i seguenti passaggi come parte della Via Reale dei Francesi in Lorena, dal vescovado di Metz all'Alsazia: La Solgne - Moncheux - Delme - Grémecey - Chambrey - Burthécourt - Moyenvic - Lezey - Donnelay - Ormange - Azoudange - Gondrexange - Héming - Sarrebourg - Niderviller - Courserode - Garrebourg - Phalsbourg.
- Art. XIV: controllo della strada, larghezza del corridoio
  - «Si è inoltre convenuto che il percorso di cui sopra inizierà dall'ultimo villaggio del Pays Messin tra Metz e Vic, fino a Phalsbourg inclusa e apparterrà in tutta la sovranità a Sua Maestà [...] e avrà la larghezza di mezza lega [circa 2,5 km] della Lorena in tutti i luoghi».